# Дзиано ди Фиеме
Дзиа̀но ди Фиѐме (на италиански: Ziano di Fiemme, на местен диалект: Suan, Суан) е село и община в Северна Италия, автономна провинция Тренто, автономен регион Трентино-Южен Тирол. Разположено е на 953 m надморска височина. Населението на общината е 1737 души (към 2018 г.).